# Ніколас Брендон
Ніколас Брендон Шульц (англ. Nicholas Brendon Schultz; нар. 12 квітня 1971, Лос-Анджелес, Каліфорнія) — американський актор. Відомий за роль Ксандера Гарріса у серіалі «Баффі — переможниця вампірів», за яку був тричі номінований на премію Сатурн. 

## Біографія
Ніколас Брендон Шульц народився у Лос-Анджелесі, Каліфорнія. Має брата-близнюка і двох молодших братів. 
Закінчив Chatsworth середньої школи і Pasadena City College. 
Актор планував бути баскетболістом, однак відмовився від цього після травми руки. Перш ніж стати актором, він хотів вивчати медицину. 
У 20 років намагався пробитися до Голлівуду. Після невдачі працював у багатьох місцях, включаючи помічника водопровідника, офіціанта та асистента режисера.
Дебютував в телесеріалі «Одружені … та з дітьми» у 1993.

## Кар'єра
Першою помітною роллю Брендона стала роль Ксендера Гарріса у серіалі «Баффі — переможниця вампірів». 
У 2003 році приєднався до акторського складу ситкому «Секрети на кухні», знятого на основі книги шеф-кухаря Ентоні Бурдена. Після зйомок тринадцяти епізодів шоу було скасовано через низькі рейтинги. 
У 2006-2007 роках він озвучував персонажа, на ім'я Хантсбой #86 у 6 епізодах мультсеріалу "Американський дракон: Джейк Лонг".
З 26 липня по 30 серпня 2006 року Ніколас Брендон брав участь у постановці «Лобстер Еліс» у Лос-Анджелесі разом із Ноа Вайлі. Того ж року актор знявся в телевізійному фільмі «Відносний хаос». 
У жовтні 2007 року Брендон приєднався до акторського складу телесеріалу «Думати як злочинець». 
З 20 листопада до 20 грудня 2009 року Ніколас Брендон грав у виставі «Щоденники Санталенда». 
З 2010 по 2011 рік актор з'явився у 4 епізодах телесеріалу «Приватна практика» у ролі пацієнта доктора Уоллеса, який зґвалтував Шарлотту Кінг.

## Особисте життя
У 2001 р. він одружився з акторкою і сценаристкою Трессі Діфігліа, їхні стосунки закінчилися розлученням у 2007 р.